# Sébastien Demorand
Sébastien Demorand (Harare, 4 de agosto de 1969 – 21 de janeiro de 2020) foi um jornalista francês e crítico de gastronomia.

## Início da vida e carreira
Sébastien Demorand nasceu em Harare, no Zimbábue, filho do diplomata Jacques Demorand, que trabalhou nos Estados Unidos, na Bélgica, em Marrocos e no Japão. Ele era irmão do jornalista e apresentador de rádio Nicolas Demorand e da escultora Catherine Demorand.
Depois de estudar na Universidade Paris-Sorbonne, formado em ciências políticas, e dois anos no CFJ (Centro de Formação de Jornalistas) em Paris, ele juntou-se à Europe 1 e ao guia de gastronomia Gault et Millau. Independente desde então, colaborou para a Régal and Fooding. Foi colunista da RTL e da revista L'Optimum.

## MasterChef
Desde 2010 até a sua morte, foi membro do júri na versão francesa MasterChef na TF1, e o único crítico gastronômico entre os chefs Frédéric Anton, Yves Camdeborde e Amandine Chaignot. Era fluente em inglês e também apareceu como convidado especial no episódio 18 da segunda temporada do MasterChef US.

## Morte
Demorand morreu no dia 21 de janeiro de 2020, aos 50 anos.

## Livros
- Sébastien Demorand, Emmanuel Rubin, cantines: Recettes cultes corrigées par les chefs, A. Viénot, 2006, 146 páginas (ISBN 9782262025427)
- Bénédict Beaugé, Sébastien Demorand, Les cuisines de la critique gastronomique, Éditions du Seuil, 2009, 113 páginas (ISBN 9782020985642)
- Sébastien Demorand, Vincent Sorel, Petit traité de philosophie charcutiere, Éditions du Rouergue, 2011, 68 páginas (ISBN 9782812603112)